# Forn de Pa de Vergós Guerrejat
El Forn de Pa de Vergós Guerrejat és un forn de pa del poble de Vergós Guerrejat, al municipi d'Estaràs (Segarra) inclosa en l'Inventari del Patrimoni Arquitectònic de Catalunya.

## Descripció
És un antic forn de pa recollit a l'interior d'una casa d'època moderna, situada en la plaça del Forn, dins del nucli urbà, entre mitgeres de cases del poble. D'aquesta primitiva construcció tan sols es conserva la boca del forn, la tanca amb porta metàl·lica de ferro i el fogar del seu interior, de planta i coberta interior circular, construïda amb pedra i lligat amb fang. Damunt la porta metàl·lica ens trobem la data inscrita "1102". Tota l'estructura exterior del forn està integrada dins de maons refractaris.

## Història
En molts llocs hi havia forns d'ús comunitari que van estar en funcionament fins a mitjans del segle xx. Amb la industrialització i comercialització del pa. El monopoli d'aquest forns era dels senyors dels castells termenats i obligaven a la població a proveir-se de pa en el seu nom. Aquest fet es va generalitzar durant el segle xii. Amb el temps, alguns municipis van obtenir el dret de la seva explotació, mitjançant la cessió dels seus drets per part del senyor, de manera que els drets que es generaven passaven a formar part dels ingressos fiscals del municipi. Aquests drets van desaparèixer amb l'abolició de les jurisdiccions senyorials, al segle xix.